# Atractaspididae
Atractaspididae  (лат.) — семейство змей из надсемейства Elapoidea. Ранее его включали в состав семейства Lamprophiidae.

## Классификация
Включает 72 вида, которые относятся к 12 родам и 2 подсемействам:
- Подсемейство Aparallactinae:
  - Amblyodipsas Peters, 1857 — Африканские белогубые змеи[3]
  - Aparallactus Smith, 1849 — Многоножкоеды
  - Brachyophis Mocquard, 1888 — Короткие змеи, или брахиофисы[4]
  - Chilorhinophis Werner, 1907 — Двухголовые змеи, или хилоринофисы[5]
  - Hypoptophis Boulenger, 1908 — Гипоптофисы[6]
  - Macrelaps Boulenger, 1896 — Натальские чёрные змеи, или макроэляпсы[7]
  - Micrelaps Boettger, 1880 — Микрелапсы[8]
  - Poecilopholis Boulenger, 1903 — Пецилофолисы[9]
  - Polemon Jan, 1858 — Полемоны[9]
  - Xenocalamus Günther, 1868 — Иглоносые змеи[10]
- Подсемейство Atractaspidinae:
  - Atractaspis A. Smith, 1849 — Земляные гадюки
  - Homoroselaps Jan, 1858 — Карликовые садовые ужи[11]